# Innocenty i Witalis
Innocenty i Witalis (zm. pod koniec III wieku w okolicach Agaunum) – rzymscy żołnierze legendarnej Legii Tebańskiej, męczennicy chrześcijańscy, święci Kościoła katolickiego i koptyjskiego.
Byli chrześcijanami i podkomendnymi św. Maurycego stacjonującymi w Agaunum na terenie dzisiejszej Szwajcarii. W czasie prześladowań chrześcijan przez Maksymiana (286-305) i pogromu Legionu, który miał miejsce 22 września ok. 286 roku, uciekli z obozu. Zostali pojmani w późniejszym czasie podczas ewangelizacji okolicznych mieszkańców  i straceni przez ścięcie.
Ich wspomnienie liturgiczne obchodzone jest w grupie legionistów z 22 września.
Ikonografia chrześcijańska przedstawia ich typowo dla legionistów z palmą męczeństwa i mieczem, ze sztandarem św. Maurycego z czerwonym krzyżem na białym tle oraz koniczyną na piersi symbolizującą krzyż.